# Memorial Stadium
Il Memorial Stadium, anche comunemente noto con la precedente denominazione di Memorial Ground, è un campo sportivo situato a Bristol, Inghilterra, dedicato alla memoria dei giocatori di rugby della città morti nella prima guerra mondiale. Oggi è lo stadio del Bristol Rovers F.C. ed è stato il campo di gioco del Bristol Rugby fino al 2014.

## Storia
Lo stadio è stato costruito su una zona di terra chiamata Buffalo Bill's Field che era precedentemente occupato dai giardini ed è stato inaugurato il 24 settembre 1921 da GB Britton, il sindaco di Bristol, come sede del Bristol Rugby.
Situato sulla Filton Avenue, nel Horfield, Bristol, si è sviluppata notevolmente nel corso degli anni. Una folla enorme andò a vedere il primo match contro il Cardiff City ma lo ha visto fatto da terrazze in legno e stand.
Lo stadio è rimasto un punto di riferimento per la comunità più ampia di Bristol, e un minuto di silenzio si svolge ogni anno nel periodo della tragedia, mentre l'11 novembre un servizio di ricordo si svolge alle porte Memorial. 
Il West Stand, l'elemento originale del campo, fu demolita nel 1995. Nel 1996 il Bristol Rovers F.C. si trasferì al Memorial condividendo dapprima solo l'utilizzo del campo e ben presto anche la comproprietà attraverso la Memorial Stadium Company.
Lo stadio è utilizzato anche per la squadra del college di rugby tra le due università della città, l'Università dell'Inghilterra Occidentale e l'Università di Bristol.
Nel 1998 il club di rugby è stato retrocesso dalla Premier League a causa di gravi difficoltà finanziarie, il controllo del Memorial Stadium Company è stato trasferito ai Bristol Rovers. Bristol Rugby così si trovò ad essere inquilino in casa propria.
Dal 2005, il Memorial Stadium ha ospitato Bristol Rugby nella Guinness Premiership e il Bristol Rovers impegnati nella Football League. Un tetto è stato aggiunto alla Terrazza Clubhouse e temporaneamente uno stand a est del terreno ha capacità fino a 11.916 (11.750 per il calcio a causa di terrazzamenti che non possono essere utilizzati a causa della divisioni tra le tifoserie).
Nel febbraio 2013, Bristol Rugby annunciò che si sarebbe trasferito nel rinnovato stadio di Ashton Gate, già casa del club di calcio del Bristol City. Il club di rugby ha giocato la partita finale al Memorial il 4 giugno 2014, la finale dei play-off per la promozione in Premiership contro il London Welsh. Non c'è stato un finale da favola per il Bristol, visto che il London Welsh ha vinto la partita 21-20 e condannare la squadra a una sesta stagione consecutiva in Championship.

## Riqualificazione
Il Memorial Stadium Company ha proposto un ampliamento per la somma di £ 35.000.000 per la ristrutturazione del Memorial Stadium, portando la capacità fino a 18.500 posti a sedere. Il 17 gennaio 2007, il Consiglio di Bristol ha concesso l'autorizzazione per la riqualificazione dello stadio.
Il nuovo stadio comprenderà: * Un hotel di 97 camere
- 99 appartamenti per studenti
- Un ristorante
- Un ipermercato
- Uffici
- Una palestra pubblica

Il 17 agosto 2007, è stato annunciato che il recupero dello stadio è stato ritardato e che sarebbe terminato nel dicembre 2009. In questo periodo della ricostruzione, Bristol Rovers condivide lo stadio col Cheltenham Town Football Club. A causa di malumori dei Rovers sulla scelta degli alloggi degli studenti la ristrutturazione è slittata ancora di un anno. Nel 2010, per la crisi finanziaria globale, la riqualificazione è stata di nuovo posticipata.